# Neogoniolithon orthoblastum
Neogoniolithon orthoblastum (Heydrich) Setchell & Mason, 1943  é o nome botânico  de uma espécie de algas vermelhas pluricelulares do gênero Neogoniolithon, família Corallinaceae, subfamília Mastophoroideae.
- São algas marinhas encontradas na Austrália.

## Sinonímia
- Goniolithon orthoblastum  (Heydrich) M.A. Howe, 1918